# Saison 2019 de l'équipe cycliste EF Education First
La saison 2019 de l'équipe cycliste EF Education First est la quinzième de cette équipe.

## Préparation de la saison 2019

### Sponsors et financement de l'équipe
L'entreprise EF Education First, spécialisée dans la formation linguistique, les séjours linguistiques, les programmes d'études universitaires, et les échanges culturels, est depuis 2018 le sponsor-titre de l'équipe et actionnaire majoritaire de l'entreprise support de celle-ci, Slipstream Sports.
Drapac Capital Partners, co-sponsor de l'équipe pendant deux ans et demi, s'en retire pour se concentrer à nouveau sur la formation. L'équipe australienne Drapac reste une réserve d'EF Education First.
L'équipe change de fournisseur de maillot en 2019 en s'engageant avec Rapha (en), qui revient ainsi dans le peloton du World Tour deux ans après la fin de son partenariat avec l'équipe Sky. Le nouveau maillot présente un dégradé entre le bleu et le rose vif conçu pour être « immédiatement reconnaissable » dans le peloton,,.

### Arrivées et départs
| Arrivées           | Équipe 2018                                          |
| ------------------ | ---------------------------------------------------- |
| Sean Bennett       | Hagens Berman-Axeon                                  |
| Alberto Bettiol    | BMC Racing                                           |
| Jonathan Caicedo   | Medellin                                             |
| Sergio Higuita     | Manzana-Postobon                                     |
| Moreno Hofland     | Lotto-Soudal                                         |
| Tanel Kangert      | Astana                                               |
| Lachlan Morton     | Dimension Data                                       |
| Tejay Van Garderen | BMC Racing                                           |
| James Whelan       | Drapac - EF p/b Cannondale Holistic Development Team |

| Départs          | Équipe 2019                 |
| ---------------- | --------------------------- |
| William Clarke   | Trek-Segafredo              |
| Brendan Canty    | Retraite                    |
| Julián Cardona   | Androni Giocattoli-Sidermec |
| Kim Magnusson    | Riwal-Readynez              |
| Pierre Rolland   | Vital Concept-B&B Hotels    |
| Daniel Moreno    | Retraite                    |
| Tom Van Asbroeck | Israel Cycling Academy      |

## Déroulement de la saison
L'année débute pour certains coureurs de l'équipe avec les championnats australiens et néo-zélandais. Tom Scully prend la troisième place du championnat de Nouvelle-Zélande sur route, tandis que James Whelan est 21e en Australie.
La première course de la saison pour EF Education First est le Tour Down Under, en Australie. Michael Woods en considéré comme l'un des favoris de cette première manche de l'UCI World Tour 2019. Il termine à la septième place du classement général, après avoir fini la dernière étape décisive à Willunga à la même position. Une semaine plus tard, le même groupe dispute la Cadel Evans Great Ocean Road Race, dont Alberto Bettiol prend la 19e place. À la fin du mois de janvier, toujours en Australie, Daniel McLay apporte à EF Education First sa première victoire de la saison en s'imposant au sprint sur la première étape du Herald Sun Tour.

## Coureurs et encadrement technique

### Effectif
| Cycliste            | Date de naissance | Nationalité      | Équipe 2018                                          |  |
| ------------------- | ----------------- | ---------------- | ---------------------------------------------------- |  |
| Sean Bennett        | 31 mars 1996      | États-Unis       | Hagens Berman-Axeon                                  |  |
| Alberto Bettiol     | 29 octobre 1993   | Italie           | BMC Racing                                           |  |
| Matti Breschel      | 31 août 1984      | Danemark         | EF Education First-Drapac                            |  |
| Nathan Brown        | 7 juillet 1991    | États-Unis       | EF Education First-Drapac                            |  |
| Jonathan Caicedo    | 28 avril 1993     | Équateur         | Medellin                                             |  |
| Hugh Carthy         | 9 juillet 1994    | Royaume-Uni      | EF Education First-Drapac                            |  |
| Simon Clarke        | 18 juillet 1986   | Australie        | EF Education First-Drapac                            |  |
| Lawson Craddock     | 20 février 1992   | États-Unis       | EF Education First-Drapac                            |  |
| Mitchell Docker     | 2 octobre 1986    | Australie        | EF Education First-Drapac                            |  |
| Joe Dombrowski      | 12 mai 1991       | États-Unis       | EF Education First-Drapac                            |  |
| Sergio Higuita      | 1er août 1997     | Colombie         | Manzana-Postobon                                     |  |
| Moreno Hofland      | 31 août 1991      | Pays-Bas         | Lotto-Soudal                                         |  |
| Alex Howes          | 1er janvier 1988  | États-Unis       | EF Education First-Drapac                            |  |
| Tanel Kangert       | 11 mars 1987      | Estonie          | Astana                                               |  |
| Sebastian Langeveld | 17 janvier 1985   | Pays-Bas         | EF Education First-Drapac                            |  |
| Daniel Martínez     | 25 avril 1996     | Colombie         | EF Education First-Drapac                            |  |
| Daniel McLay        | 3 janvier 1992    | Royaume-Uni      | EF Education First-Drapac                            |  |
| Sacha Modolo        | 19 juin 1987      | Italie           | EF Education First-Drapac                            |  |
| Lachlan Morton      | 2 janvier 1992    | Australie        | Dimension Data                                       |  |
| Logan Owen          | 25 mars 1995      | États-Unis       | EF Education First-Drapac                            |  |
| Taylor Phinney      | 27 juin 1990      | États-Unis       | EF Education First-Drapac                            |  |
| Thomas Scully       | 14 janvier 1990   | Nouvelle-Zélande | EF Education First-Drapac                            |  |
| Rigoberto Urán      | 6 janvier 1987    | Colombie         | EF Education First-Drapac                            |  |
| Julius van den Berg | 23 octobre 1996   | Pays-Bas         | EF Education First-Drapac                            |  |
| Tejay Van Garderen  | 12 août 1988      | États-Unis       | BMC Racing                                           |  |
| Sep Vanmarcke       | 28 juillet 1988   | Belgique         | EF Education First-Drapac                            |  |
| James Whelan        | 11 juillet 1996   | Australie        | Drapac - EF p/b Cannondale Holistic Development Team |  |
| Michael Woods       | 12 octobre 1986   | Canada           | EF Education First-Drapac                            |  |
| Stagiaire           | Date de naissance | Nationalité      | Équipe 2019                                          |  |
| Matthew Walls       | 20 avril 1998     | Royaume-Uni      |                                                      |  |

### Encadrement
Jonathan Vaughters dirige l'équipe depuis sa création. Sept directeurs sportifs encadrent les coureurs en course : Charles Wegelius, Juan Manuel Garate, Fabrizio Guidi, Timothy Kennaugh, Andreas Klier, Tom Southam et Ken Vanmarcke.

## Bilan de la saison

### Victoires
| Date       | Course                                                    | Pays       | Classe | Vainqueur          |
| ---------- | --------------------------------------------------------- | ---------- | ------ | ------------------ |
| 30/01/2019 | 1re étape du Herald Sun Tour                              | Australie  | 2.1    | Daniel McLay       |
| 31/01/2019 | 2e étape du Herald Sun Tour                               | Australie  | 2.1    | Michael Woods      |
| 01/02/2019 | Championnat de Colombie du contre-la-montre               | Colombie   | CN     | Daniel Martínez    |
| 12/02/2019 | 1re étape du Tour Colombia (contre-la-montre par équipes) | Colombie   | 2.1    | EF Education First |
| 22/02/2019 | 1re étape du Tour du Haut-Var                             | France     | 2.1    | Sep Vanmarcke      |
| 16/03/2019 | 7e étape de Paris-Nice                                    | France     | 2.UWT  | Daniel Martínez    |
| 07/04/2019 | Tour des Flandres                                         | Belgique   | 1.UWT  | Alberto Bettiol    |
| 22/06/2019 | Championnat d'Équateur du contre-la-montre                | Équateur   | CN     | Jonathan Caicedo   |
| 23/06/2019 | Championnat d'Équateur sur route                          | Équateur   | CN     | Jonathan Caicedo   |
| 23/06/2019 | 9e étape du Tour de Suisse                                | Suisse     | 2.UWT  | Hugh Carthy        |
| 30/06/2019 | Championnat des États-Unis sur route                      | États-Unis | CN     | Alex Howes         |
| 17/08/2019 | 5e étape du Tour de l'Utah                                | États-Unis | 2.HC   | Lachlan Morton     |
| 18/08/2019 | 6e étape du Tour de l'Utah                                | États-Unis | 2.HC   | Joe Dombrowski     |
| 01/09/2019 | Bretagne Classic                                          | France     | 1.UWT  | Sep Vanmarcke      |
| 12/09/2019 | 18e étape du Tour d'Espagne                               | Espagne    | 2.UWT  | Sergio Higuita     |
| 09/10/2019 | Milan-Turin                                               | Italie     | 1.HC   | Michael Woods      |
| 18/10/2019 | 2e étape du Tour du Guangxi                               | Chine      | 2.UWT  | Daniel McLay       |

### Résultats sur les courses majeures
Les tableaux suivants représentent les résultats de l'équipe dans les principales courses du calendrier international (les cinq classiques majeures et les trois grands tours). Pour chaque épreuve est indiqué le meilleur coureur de l'équipe, son classement ainsi que les accessits obtenus par EF Education First sur les courses de trois semaines.

#### Classiques
| Classique            | Milan-San Remo    | Tour des Flandres     | Paris-Roubaix      | Liège-Bastogne-Liège | Tour de Lombardie  |
| -------------------- | ----------------- | --------------------- | ------------------ | -------------------- | ------------------ |
| Coureur (classement) | Simon Clarke (9e) | Alberto Bettiol (1er) | Sep Vanmarcke (4e) | Michael Woods (5e)   | Michael Woods (5e) |

#### Grands tours
| Grand tour           | Tour d'Italie     | Tour de France      | Tour d'Espagne                      |
| -------------------- | ----------------- | ------------------- | ----------------------------------- |
| Coureur (classement) | Hugh Carthy (11e) | Rigoberto Uran (7e) | Sergio Higuita (14e)                |
| Accessits            | -                 | -                   | 1 victoire d'étape (Sergio Higuita) |